# Перфект аудио
Перфект аудио е бивша българска музикална компания, която продуцира попфолк изпълнители. Компанията е създадена през 1995 година в Ямбол от Продан Йорданов и престава да функционира, след като създателят ѝ загива при автомобилна катастрофа.

## Изпълнители

### Солови изпълнители
- Доли
- Мустафа Чаушев
- Орхан Мурад
- Тони Дачева

### Оркестри, дуети и групи
- орк. Кристал
- орк. Слънчев бряг
- орк. Чар